# Xenophysogobio
Xenophysogobio är ett släkte av fiskar. Xenophysogobio ingår i familjen karpfiskar.
Kladogram enligt Catalogue of Life:
| Xenophysogobio | \| \| Xenophysogobio boulengeri \| \| \| \| \| \| Xenophysogobio nudicorpa \| \| \| \| |
|                | \| \| Xenophysogobio boulengeri \| \| \| \| \| \| Xenophysogobio nudicorpa \| \| \| \| |
|                | Xenophysogobio boulengeri                                                              |
|                |                                                                                        |
|                | Xenophysogobio nudicorpa                                                               |
|                |                                                                                        |